# Trionymus zoysiae
Trionymus zoysiae är en insektsart som beskrevs av Williams 1985. Trionymus zoysiae ingår i släktet Trionymus och familjen ullsköldlöss. Inga underarter finns listade i Catalogue of Life.